# モナミ (東中野)
モナミは、東京都中野区に所在した料理店。当時の地名では同区住吉町。

## 概要
当初は白十字堂の銀座における姉妹店として開業。
1929年（昭和4年）に「レストランモナミ」となった。モナミという店名は、経営者である幸田文輔の夫人が岡本かの子の秘書恒松安夫の親戚であった縁があったことから岡本かの子が命名しており、以降岡本かの子をはじめとして様々な文化人がモナミを訪れるようになったという。
年代はつまびらかではないが、中野の富豪の屋敷をレストランとして改装した支店を出している。この建物は、設計がフランク・ロイド・ライトの弟子にあたる遠藤新の手によるものといわれる。また、これとは別に新宿にも支店があったという。

## 岡本太郎との縁
前述のとおり、岡本太郎の母である岡本かの子との縁があり、太郎の写真もモナミのパンフレットによく登場したという。

### 夜の会
岡本太郎と花田清輝が1947年（昭和22年）に結成した「夜の会」の研究会の会場としても使用された。椎名麟三
、埴谷雄高、梅崎春生、野間宏、安部公房などが
参加し、アヴァンギャルド芸術について熱い討論が行われた。